# Wehtje (släkt)
Wehtje är en släkt med flera framträdande personer inom svensk industri och inom politiken.

## Historik
Släkten Wehtje härstammar från norra Tyskland, varifrån den förste, Lass Friedrich, med efternamnet Wehtje  utvandrade på 1860-talet, i samband med dansk-tyska kriget. Han var jordbrukare och arrenderade gårdar i Skåne. Familjen levde under påvra förhållanden men lät sonen Ernst Wehtje få en juridisk utbildning i Lund. Ernsts liv under utbildningstiden och den långa förlovningen med Mimmi finns beskriven i boken 'Ernst och Mimmi'. Familjen blev förmögen genom ledande positioner i svensk cement- och byggindustri i bland annat Skånska Cementgjuteriet, Skånska Cement AB, Iföverken och Rörstrands porslinsfabrik. Familjen har också band till familjen Wallenberg genom Olga Wehtjes giftermål med Marc Wallenberg och Walter Wehtje hade ledande poster inom Wallenbergsfären.
Familjen uppgång går tillbaka till Ernst Wehtje (1863–1936) som 1907–1936 var vd i Skånska Cement AB. Han efterträddes på denna post av sin son Ernst Wehtje j:r som 1929-1956 var vd i Skånska Cement AB. Walter Wehtje, son till Ernst Wehtje var 1953–1969 styrelseledamot i Stockholms Enskilda Bank. Sina största insatser gjorde han under sina 17 år som VD för Atlas Diesel (numera Atlas Copco) 1940–1957. Fredrik Wehtje var vd för Rörstrands. Hugo Wehtje föddes 1894 och han var verkställande direktör för släktens bolag Limhamns träindustri AB och engagerad i flera andra av släktens bolag, men tilltalades allmänt med titeln ryttmästare utifrån sina militära meriter. Han gifte sig 1921 med Hellvi Holmer.
Walter Wehtjes ena dotter, Olga Wehtje, var mor till Marcus Wallenberg. Walters andra dotter Eva gifte sig med Adolf Lundin och har barnen Ian och Lukas Lundin.
Villa Wehtje ritades 1939 av arkitekterna Nils Tesch och Lars Magnus Giertz för Walter Wehtje och hustrun Gurli.

## Medlemmar av släkten
- Ernst Wehtje (1863–1936), industriman och kommunalpolitiker
  - Ernst Wehtje j:r (1891–1972), industriman och politiker
    - Ingvar Wehtje (1923–1981), industriman
      - Ernst Wehtje (kemist) (född 1961), docent

    - Arne Wehtje (1925–2008), industriman
    - Hans-Christian Wehtje (1926–2003), lantmästare och godsägare
      - Mikael Wehtje (född 1955), godsägare och kommunalpolitiker

  - Hugo Wehtje (1894–1955), militär och företagsledare
    - Urban Wehtje (1923–2011), företagsledare

  - Walter Wehtje (1897–1990), industriman
    - Tomas Wehtje (1931–2018), företagsledare

  - Fredrik Wehtje (1904–1993), industriman